# Marengo (Illinois)
Marengo é uma cidade localizada no estado americano de Illinois, no Condado de McHenry.

## Demografia
Segundo o censo americano de 2000, a sua população era de 6355 habitantes.
Em 2006, foi estimada uma população de 7499, um aumento de 1144 (18.0%).

## Geografia
De acordo com o United States Census Bureau tem uma área de
10,3 km², dos quais 10,3 km² cobertos por terra e 0,0 km² cobertos por água.

## Localidades na vizinhança
O diagrama seguinte representa as localidades num raio de 20 km ao redor de Marengo.